# سباس کوریس
سباس کوریس (انگلیسی: Sebas Coris؛ زادهٔ ۳۱ مهٔ ۱۹۹۳) بازیکن فوتبال اهل اسپانیا است.
از باشگاه‌هایی که در آن بازی کرده‌است می‌توان به باشگاه فوتبال ژیرونا اشاره کرد.